# Billie Piper
Billie Paul Piper (født 22. september 1982 i Swindon i England) er en britisk skuespiller og popsanger. Hun begyndte som popsanger i teenageårene og var kendt for at have giftet sig med DJ'en Chris Evans. Hun er i dag mest kendt for rollen som Rose Tyler i tv-serien Doctor Who, som hun spillede fra 2005 til 2006, hun deltog sammen med David Tennant i 2013 i 50 års jubilæums episoden af serien. Desuden spillede hun hovedrollen i Secret Diary of a Call Girl og som Frankenstein-monsterets brud i tv-serien Penny Dreadful.

## Diskografi
- 1999 – Honey to the B
- 2000 – Walk of Life
- 2005 – The Best of Billie